# Fracas
Fracas è un profumo femminile dell'azienda di profumeria francese Robert Piguet Parfumes. È considerato un classico della profumeria.

## Storia
Fracas fu creato nel 1948 dal rivoluzionario naso di Germaine Cellier, che in precedenza aveva realizzato anche la composizione del fortunato primo profumo di Piguet Bandit. Profumo considerato "di lusso", Fracas ottenne un notevole riscontro di pubblico e critica specializzata, e divenne la fragranza favorita di numerose attrici e cantanti durante gli anni cinquanta. Fracas divenne uno dei più celebri profumi monofloreali, ed il più celebre a base di tuberosa. È stato descritto come di una "femminilità oltraggiosa, tanto oltraggiosa che sfiora il travestito"
Nello stesso anno della sua creazione fu lanciato sul mercato anche Fracas pour homme versione maschile della fragranza di Piguet. Tuttavia negli anni successivi, Fracas pour homme non è stato più prodotto. Nel 1996 Fracas, dopo le riformulazioni anni '80 e lo stop alla produzione per cambi societari, è stato nuovamente lanciato sul mercato, in una nuova versione riorchestrata da Pierre Negrin della Givaudan-Roure.  La versione del 1996 presenta note di bergamotto, mandarino, giacinto, tuberosa, gardenia, gelsomino, mughetto, giunchiglia, viola, neroli, rosa, fiori d'arancio, iris, muschi, vetiver, legno di cedro e sandalo.
Fra i personaggi che nel corso degli anni hanno dichiarato la propria preferenza per Fracas si possono citare Kim Basinger, Madonna, Courtney Love e lly Brook.